# Le Vieux-Cérier
Le Vieux-Cérier là một xã của tỉnh Charente, thuộc vùng Nouvelle-Aquitaine, tây nam nước Pháp.